# Aviso (Linhares)
Aviso é um bairro do município de Linhares, no estado do Espírito Santo. Recebe esse nome porque aí se localizava um quartel militar destinado a avisar a população sobre possíveis ataques indígenas.